# Christina's World
Christina's World est une peinture du peintre américain Andrew Wyeth réalisée en 1948. Réalisée à la détrempe à l'œuf sur panneau préparé, l'œuvre représente une femme très mince, aux aguets, rampant dans un champ, en direction d'une maison grise au sommet d'une colline. 
La femme qui a inspiré la peinture est Christina Olson, la voisine de l'artiste à Cushing, dans l'État du Maine. Paralysée des jambes, il semble qu'elle souffrait non de poliomyélite, comme on l'a cru longtemps, mais d'une forme de polyneuropathie appelée maladie de Charcot-Marie-Tooth, comme l'a montré en 2016 le Pr Marc Patterson. La maison représentée est celle de la famille Olson et le modèle est la femme du peintre.
La peinture est conservée au Museum of Modern Art de New York. Elle constitue l'une des plus célèbres réalisations de la peinture américaine du XXe siècle.
Cette peinture est utilisée dans le film Oblivion (2013).